# Operatie Driftwood
Operatie Driftwood was de codenaam voor een SAS-operatie in Italië.

## Geschiedenis
In het voorjaar van 1944 werden twee teams van elk vier man van het 2e SAS-bataljon ingezet in Italië. Ze hadden als opdracht de spoorlijnen tussen Urbino en Fabriano en tussen Ancona en Rimini opblazen. De operatie was aanvankelijk een succes, aangezien de opdracht met succes werd uitgevoerd. De spoorlijnen werden zwaar beschadigd. De SAS-leden keerden echter nooit terug naar de veilige linies. Aangenomen wordt dat ze zijn overleden.